# Aïcirits-Camou-Suhast
Aïcirits-Camou-Suhast (en euskera Aiziritze-Gamue-Zohazti) es una localidad y comuna francesa, situada en el departamento de Pirineos Atlánticos, en la región de Aquitania. Pertenece al territorio histórico vascofrancés de Baja Navarra.
Administrativamente, también depende del Distrito de Bayona y del cantón de País de Bidache, Amikuze y Ostibarre.

## Heráldica
En campo de plata, tres escudetes bien ordenados: 1º, en campo de azur, dos llaves de oro puestas en sotuer, adiestradas de un mundo del mismo metal; jefe de gules con tres cruces patés de gules, que es el del lugar de  Aïcirits; 2º, en campo de azur, un lobo pasante, de oro, armado y lampasado de gules, y bordura cosida de gules, con ocho aspas de oro, que es el del lugar de Camou, y 3º, en campo de oro, tres árboles desarraigados, de sinople, frutados al natural y bien ordenados, que corresponde al del lugar de Suhast.

## Demografía
| Gráfica de evolución demográfica de Aïcirits-Camou-Suhast entre 1800 y 2012 |
|                                                                             |

Los resultado comprendidos entre el año 1800 y el año 1968 son la suma final de todos los datos parciales obtenidos antes de la creación de la comuna (1972).
Fuentes: Ldh/EHESS/Cassini e INSEE.